# Classement mondial de snooker 1976-1977
Le classement mondial de snooker 1976-1977 regroupe les joueurs de snooker du top 20 pour la saison 1976-1977. Les points sont calculés en additionnant les points accumulés lors des trois championnats du monde précédents (1974, 1975 et 1976).
| No. | Nom             | Pays            | Points |
| --- | --------------- | --------------- | ------ |
| 1   | Ray Reardon     | Pays de Galles  | 15     |
| 2   | Alex Higgins    | Irlande du Nord | 9      |
| 3   | Eddie Charlton  | Australie       | 8      |
| 4   | Fred Davis      | Angleterre      | 6      |
| 5   | Graham Miles    | Angleterre      | 6      |
| 6   | Rex Williams    | Angleterre      | 6      |
| 7   | Perrie Mans     | Afrique du Sud  | 5      |
| 8   | John Spencer    | Angleterre      | 5      |
| 9   | Dennis Taylor   | Irlande du Nord | 5      |
| 10  | Gary Owen       | Pays de Galles  | 4      |
| 11  | John Dunning    | Angleterre      | 4      |
| 12  | Jim Meadowcroft | Angleterre      | 3      |
| 13  | Cliff Thorburn  | Canada          | 3      |
| 14  | Bill Werbeniuk  | Canada          | 3      |
| 15  | John Pulman     | Angleterre      | 3      |
| 16  | David Taylor    | Angleterre      | 2      |
| 17  | Marcus Owen     | Pays de Galles  | 2      |
| 18  | Bernard Bennett | Angleterre      | 2      |
| 19  | Ian Anderson    | Australie       | 1      |
| 20  | Warren Simpson  | Australie       | 1      |